# David Vilela
David Vilela (Guayaquil, Provincia del Guayas, Ecuador, 22 de marzo de 1985) es un futbolista ecuatoriano. Juega de volante de creación, pero en sus inicios de desempeñaba de lateral izquierdo y su equipo actual es Esmeraldas Petrolero de Ecuador.

## Trayectoria
Se inició como futbolista en las divisiones menores del Club Sport Emelec. En el 2001, mientras jugaba en la Sub-20 fue subido al primer plantel, aunque no jugó. El director técnico Carlos Sevilla lo hizo debutar en Primera División en el 2002. Ese año quedó campeón del fútbol ecuatoriano. En el 2003 pasó a préstamo al Olmedo de Riobamba de la Serie B. Al año siguiente se fue al Milagro SC de la Segunda Categoría.
Retornó a Emelec en el 2005, donde permaneció un tiempo corto. Ese mismo año se fue nuevamente a jugar a la Segunda Categoría, en el club Venecia de Babahoyo. Tras permanecer tres años disputando partidos en la Segunda Categoría, fichó por el Técnico Universitario de Ambato.

## Clubes
| Club                  | País    | Año       |
| --------------------- | ------- | --------- |
| Emelec                | Ecuador | 2002-2003 |
| Olmedo                | Ecuador | 2003      |
| Milagro SC            | Ecuador | 2004      |
| Emelec                | Ecuador | 2005      |
| Venecia               | Ecuador | 2005-2007 |
| Técnico Universitario | Ecuador | 2008-2009 |
| Mushuc Runa           | Ecuador | 2010      |
| Deportivo Quevedo     | Ecuador | 2011      |
| Municipal de Cañar    | Ecuador | 2012-2013 |
| Liga de Loja          | Ecuador | 2014      |
| Esmeraldas Petrolero  | Ecuador | 2015      |

## Palmarés

### Campeonatos nacionales
| Título             | Club   | País    | Año  |
| ------------------ | ------ | ------- | ---- |
| Serie A de Ecuador | Emelec | Ecuador | 2002 |